# Port Orford

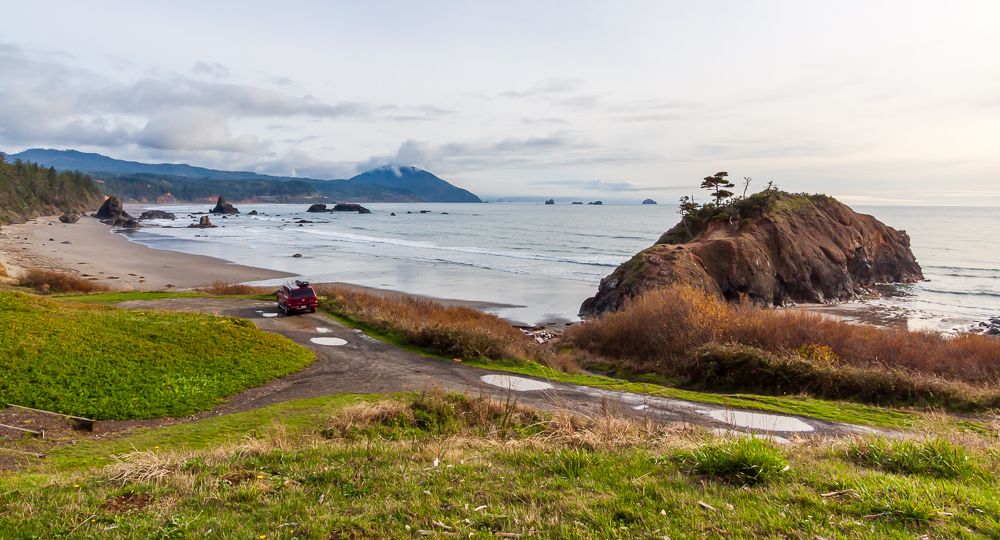
Battle Rock Wayside Park

Port Orford es una ciudad situada en el condado de Curry, Oregón, Estados Unidos. Tiene una población estimada, a mediados de 2023, de 1135 habitantes.

## Geografía
La localidad está ubicada en las coordenadas 42°44′57″N 124°29′53″O / 42.74917, -124.49806 (42.749276, -124.498118).

## Historia
Port Orford tomó su nombre debido a su proximidad a Cape Blanco, al que el capitán George Vancouver llamó Cape Orford en honor a su amigo, el conde de Orford.
En junio de 1851 desembarcaron en Battle Rock nueve hombres con suministros, armas y municiones a cargo del capitán William Tichenor. Las tropas lucharon contra los indios poco después de desembarcar y de nuevo dos semanas después. Superados en número, huyeron a la desembocadura del río Umpqua, donde fueron recibidos por los blancos que vivían en la zona.
Al mes siguiente el capitán Tichenor regresó con un grupo mucho más numeroso, que estableció un campamento en Port Orford.
Después de la creación del condado de Curry en 1855, la Legislatura Territorial ubicó la sede del condado temporalmente en Port Orford.

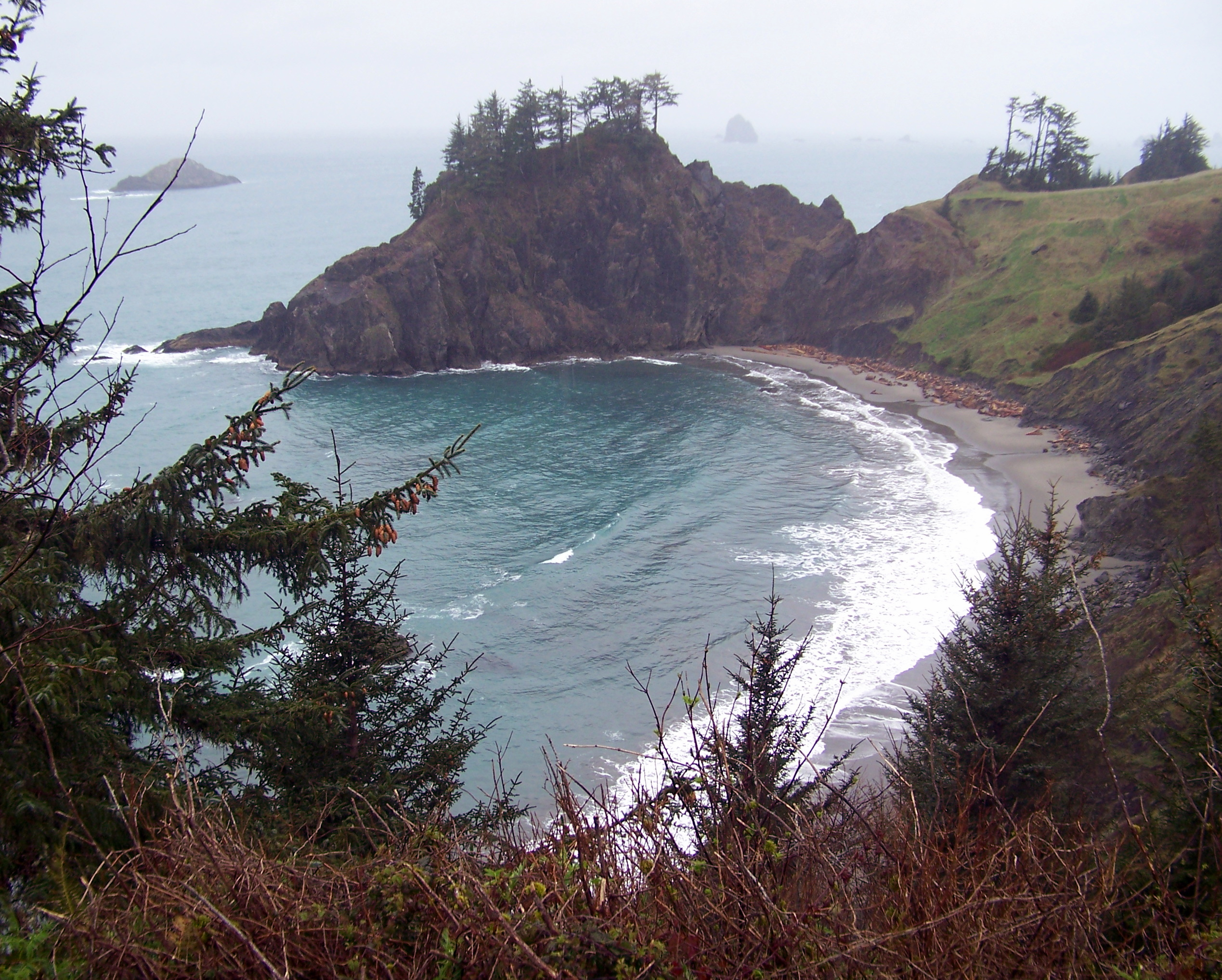
Port Orford Heads State Park

## Demografía
Según la estimación 2019-2023 de la Oficina del Censo, los ingresos medios de los hogares de la localidad son de $34,122 y los ingresos medios de las familias son de $57,656. Alrededor del 19.2% de la población está por debajo de la línea de pobreza.